# 扬克毛伊蒂什
扬克毛伊蒂什，是匈牙利索博尔奇-索特马尔-贝拉格州所辖的一个村。总面积25.03平方公里，总人口1681，人口密度67.2人/平方公里（2011年1月1日）。